# Rio Salado
O rio Salado (também chamado Salado del Norte ou Juramento) é um importante rio do centro-norte da Argentina, afluente do rio Paraná. Nasce nos Andes, na província de Salta um pouco a sul do Nevado de Acay.
Tem regime pluvionival e desagua no rio Paraná.
Seu comprimento e de 2.335 km, e a área da bacia e de 124.199.